# Livin' without you (Patricia Paay)
Livin' without you is een discosingle van Patricia Paay uit 1977 met Down down op de B-kant. Het nummer kwam dat jaar ook uit op haar elpee The lady is a champ. Het werd geschreven door Aart Mol, Cees Bergman, Geertjan Hessing, Erwin van Prehn en Elmer Veerhoff, ofwel de vijf leden van de band Catapult. De single werd geproduceerd door  Jaap Eggermont en gearrangeerd door Hans Hollestelle. Het was een van de grootste solosuccessen van Paay met hoge hitnoteringen in Nederland en België.

## Hitnoteringen
In november 1977 verkozen tot alarmschijf
Nederlandse Top 40
| Hitnotering: week 48 1977 t/m 5 in 1978 | Hitnotering: week 48 1977 t/m 5 in 1978 | Hitnotering: week 48 1977 t/m 5 in 1978 | Hitnotering: week 48 1977 t/m 5 in 1978 | Hitnotering: week 48 1977 t/m 5 in 1978 | Hitnotering: week 48 1977 t/m 5 in 1978 | Hitnotering: week 48 1977 t/m 5 in 1978 | Hitnotering: week 48 1977 t/m 5 in 1978 | Hitnotering: week 48 1977 t/m 5 in 1978 | Hitnotering: week 48 1977 t/m 5 in 1978 | Hitnotering: week 48 1977 t/m 5 in 1978 | Hitnotering: week 48 1977 t/m 5 in 1978 | Hitnotering: week 48 1977 t/m 5 in 1978 |
| Week:                                   | 1                                       | 2                                       | 3                                       | 4                                       | 5                                       | 6                                       | 7                                       | 8                                       | 9                                       | 10                                      | 11                                      |                                         |
| --------------------------------------- | --------------------------------------- | --------------------------------------- | --------------------------------------- | --------------------------------------- | --------------------------------------- | --------------------------------------- | --------------------------------------- | --------------------------------------- | --------------------------------------- | --------------------------------------- | --------------------------------------- | --------------------------------------- |
| Positie:                                | 25                                      | 12                                      | 12                                      | 7                                       | 6                                       | 5                                       | 7                                       | 10                                      | 19                                      | 33                                      | 40                                      | uit                                     |

Nationale Hitparade
| Hitnotering: week 47 1977 t/m 4 in 1978 | Hitnotering: week 47 1977 t/m 4 in 1978 | Hitnotering: week 47 1977 t/m 4 in 1978 | Hitnotering: week 47 1977 t/m 4 in 1978 | Hitnotering: week 47 1977 t/m 4 in 1978 | Hitnotering: week 47 1977 t/m 4 in 1978 | Hitnotering: week 47 1977 t/m 4 in 1978 | Hitnotering: week 47 1977 t/m 4 in 1978 | Hitnotering: week 47 1977 t/m 4 in 1978 | Hitnotering: week 47 1977 t/m 4 in 1978 | Hitnotering: week 47 1977 t/m 4 in 1978 | Hitnotering: week 47 1977 t/m 4 in 1978 |
| Week:                                   | 1                                       | 2                                       | 3                                       | 4                                       | 5                                       | 6                                       | 7                                       | 8                                       | 9                                       | 10                                      |                                         |
| --------------------------------------- | --------------------------------------- | --------------------------------------- | --------------------------------------- | --------------------------------------- | --------------------------------------- | --------------------------------------- | --------------------------------------- | --------------------------------------- | --------------------------------------- | --------------------------------------- | --------------------------------------- |
| Positie:                                | 25                                      | 23                                      | 17                                      | 7                                       | 8                                       | 8                                       | 8                                       | 8                                       | 19                                      | 21                                      | uit                                     |

Ultratop 50
| Hitnotering: week 49 1977 t/m 4 in 1978 | Hitnotering: week 49 1977 t/m 4 in 1978 | Hitnotering: week 49 1977 t/m 4 in 1978 | Hitnotering: week 49 1977 t/m 4 in 1978 | Hitnotering: week 49 1977 t/m 4 in 1978 | Hitnotering: week 49 1977 t/m 4 in 1978 | Hitnotering: week 49 1977 t/m 4 in 1978 | Hitnotering: week 49 1977 t/m 4 in 1978 | Hitnotering: week 49 1977 t/m 4 in 1978 | Hitnotering: week 49 1977 t/m 4 in 1978 |
| Week:                                   | 1                                       | 2                                       | 3                                       | 4                                       | 5                                       | 6                                       | 7                                       | 8                                       |                                         |
| --------------------------------------- | --------------------------------------- | --------------------------------------- | --------------------------------------- | --------------------------------------- | --------------------------------------- | --------------------------------------- | --------------------------------------- | --------------------------------------- | --------------------------------------- |
| Positie:                                | 22                                      | 15                                      | 9                                       | 7                                       | 7                                       | 9                                       | 9                                       | 17                                      | uit                                     |